# 栄村 (徳島県)
栄村（さかえそん）は、徳島県板野郡にあった村。現在の板野町の南部にあたる。

## 地理
- 河川 ： 旧吉野川、宮川内谷川

## 歴史
- 1889年（明治22年）10月1日 - 町村制の施行により、下庄村・西中富村・中窪村・唐園村・古城村および大寺村の一部の区域をもって発足。
- 1955年（昭和30年）2月11日 - 板西町・松坂村と合併して板野町が発足。同日栄村廃止。

## 交通

### 道路
現在は旧村域を徳島自動車道が通過するが、当時は未開通。